# Bro Malmadräkten
Bro Malmadräkten är en folkdräkt (eller bygdedräkt) från Malma socken i Västmanland.

## Mansdräkten
Mansdräkten från Bro Malma började sys upp av disponentfrun Karin Grabe på 1920-talet, till Wedevågs Ungdomsrörelse. Dräkten består av:
- rock av brunsvart vadmal[2]
- byxor av sämskat skinn[2]

## Manlig dräkt
Det är okänt exakt när den manliga Malmadräkten togs fram av Västmanlands läns hemslöjdsförening på 1920-talet. Dräkten bygger på den långrock, skinnbyxor, väst och snösockor som då fanns i Västmanlands fornminnesförenings samling. Dessa plagg kom alla från Fettsta gård i Malma socken. Malmadräkten var fram till mitten av 1950-talet den enda manliga bygdedräkten i Västmanlands län. Denna dräkt har under lång tid kallats för Bro-Malmadräkten vilket kan bero på att Bro och Malma kommuner slogs ihop 1939 och att man allmänt talar om Bro-Malma.
- Bevarade originaldelar: Skjorta, privat ägo, Munktorps socken. Väst, Västmanlands läns museum. Byxor, Västmanlands läns museum. Långrock, Västmanlands läns museum.
- Skjorta: Vitt linnetyg i tuskaft. Trekantigt halsspjäll och halssprund fram. Krage med knapphål på var sida om sprundet. Ärmspjäll. Ärmlinningen har knapphål på var sida om sprundet. Kragen och ärmlinningarna hålls samman med bomullsband eller länkknappar i mässing.
- Byxor: Sämskskinn. Knäbyxa med bred lucka. Livgjorden är fodrad med linnetyg i tuskaft. Knappar och knäspännen av mässing.
- Väst: Framstyckena är vävda i inslagsrips med oblekt bomullsgarn till varp och brungrönt, vitt, rosa, grönt, rött och gult bomullsgarn till inslag. Ryggstycket är av oblekt linnetyg i tuskaft. Framstyckena är fodrade med oblekt linne i tuskaft. Ståndkrage och stolpfickor. Klädda knappar i dubbla rader, sex på var sida.
- Strumpor: Grå.
- Skor: Svarta med plös.
- Huvudbonad: Svart hatt.
- Halskläde: Tryckt bomullstyg eller mönstrat siden.
- Långrock: Brunsvart vadmalstyg vävt i tuskaft. Ståndkrage och skört bak. Fodrad med bland annat oblekt linne och ett halvylletyg med oblekt linvarp och entrådigt ullgarn i mörkbrunt, grönt, beige och orange till inslag. Båda tygerna är vävda i tuskaft. Häktas ihop fram med hyskor och hakar. En ficka i bakstyckets ryggskört. Klädda knappar vid ärmsprundet.